# Houssayanthus macrolophus
Houssayanthus macrolophus är en kinesträdsväxtart som först beskrevs av Ludwig Radlkofer, och fick sitt nu gällande namn av A.T. Hunziker. Houssayanthus macrolophus ingår i släktet Houssayanthus och familjen kinesträdsväxter. Inga underarter finns listade i Catalogue of Life.